# En attendant pour le peuple
Singles
1. Petit génie (feat. Abou Debeing, Imen Es, Alonzo & Lossa)[1]
Sortie : 4 août 2023
2. Rashel (feat. Dystinct)[2]
Sortie : 15 décembre 2023
3. Yebisa Bango / Bijou[3]
Sortie : 23 janvier 2024
4. T'étais où ? (feat. Vegedream, Zaho & Alonzo)[4]
Sortie : 2 février 2024
5. Briller
Sortie : 30 août 2024
6. L'envers du décor
Sortie : 11 octobre 2024
7. Évidemment (feat. Dadju)[5]
Sortie : 6 novembre 2024
8. God Bless / Doku
Sortie : 21 février 2025
9. À tes côtés (feat. Lenie)[6]
Sortie : 4 avril 2025
10. Dans la vie
Sortie : 1er août 2025

En attendant pour le peuple est le premier album studio de Jungeli sorti le 8 novembre 2024.

## Liste des pistes
| Édition standard | Édition standard         | Édition standard | Édition standard  | Édition standard | Édition standard | Édition standard | Édition standard | Édition standard | Édition standard |
| No               | Titre                    | Auteur           | Compositeur(s)    | Durée            |                  |                  |                  |                  |                  |
| ---------------- | ------------------------ | ---------------- | ----------------- | ---------------- | ---------------- | ---------------- | ---------------- | ---------------- | ---------------- |
| 1.               | L'envers du décor        | Jungeli          | Shiruken Music    | 2:41             |                  |                  |                  |                  |                  |
| 2.               | Mariama                  | Jungeli          | Abl Génie, Flacki | 3:36             |                  |                  |                  |                  |                  |
| 3.               | Matin                    | Jungeli          | Gaby              | 2:24             |                  |                  |                  |                  |                  |
| 4.               | Dans le hood             | Jungeli          | Nate              | 2:28             |                  |                  |                  |                  |                  |
| 5.               | Confianci                | Jungeli          | Kidd              | 3:37             |                  |                  |                  |                  |                  |
| 6.               | J'ai mal                 | Jungeli          | Aznvr             | 3:32             |                  |                  |                  |                  |                  |
| 7.               | Tout va bien             | Jungeli          | Jelly, Ny Kajy    | 2:27             |                  |                  |                  |                  |                  |
| 8.               | Mère ya palais           | Jungeli          | Nate              | 2:29             |                  |                  |                  |                  |                  |
| 9.               | J'en souffre             | Jungeli          | Abl Génie         | 3:15             |                  |                  |                  |                  |                  |
| 10.              | Si                       | Jungeli          | DJ Wiils          | 3:43             |                  |                  |                  |                  |                  |
| 11.              | Évidemment (feat. Dadju) | Jungeli, Dadju   | Young Bouba       | 3:04             |                  |                  |                  |                  |                  |
| 12.              | Soigne-moi               | Jungeli          | Aznvr, Zafy       | 3:03             |                  |                  |                  |                  |                  |
| 13.              | Dis les termes           | Jungeli          | Kidd, Erick Ness  | 3:50             |                  |                  |                  |                  |                  |
| 14.              | Djo                      | Jungeli          | Kidd              | 2:52             |                  |                  |                  |                  |                  |
| 15.              | Merci                    | Jungeli          | Gaby              | 2:52             |                  |                  |                  |                  |                  |
| 45:53            |                          |                  |                   |                  |                  |                  |                  |                  |                  |

| Bonus | Bonus                                                     | Bonus                                         | Bonus                                                                | Bonus | Bonus | Bonus | Bonus | Bonus | Bonus |
| No    | Titre                                                     | Auteur                                        | Compositeur(s)                                                       | Durée |       |       |       |       |       |
| ----- | --------------------------------------------------------- | --------------------------------------------- | -------------------------------------------------------------------- | ----- | ----- | ----- | ----- | ----- | ----- |
| 16.   | Briller                                                   | Jungeli                                       | DJ Wiils, Kidd, Abl Génie, Nth Bss, West Math, Tidiane Diongue, Pico | 3:11  |       |       |       |       |       |
| 17.   | T'étais où ? (feat. Vegedream, Zaho & Alonzo)             | Jungeli, Vegedream, Zaho, Alonzo              | DJ Wiils                                                             | 3:41  |       |       |       |       |       |
| 18.   | Yebisa Bango                                              | Jungeli                                       | Zafy, Gaby                                                           | 2:29  |       |       |       |       |       |
| 19.   | Bijou                                                     | Jungeli                                       | Unleaded, YAM                                                        | 2:05  |       |       |       |       |       |
| 20.   | Rashel (feat. Dystinct)                                   | Jungeli, Dystinct                             | Jungeli, Sizwé                                                       | 2:56  |       |       |       |       |       |
| 21.   | Petit génie (feat. Abou Debeing, Imen Es, Alonzo & Lossa) | Jungeli, Abou Debeing, Imen Es, Alonzo, Lossa | DJ Wiils                                                             | 3:37  |       |       |       |       |       |
| 22.   | God Bless                                                 | Jungeli                                       | Heaven Sam, Don Jordy, Sambo The Maker, Mulatooh                     | 1:56  |       |       |       |       |       |
| 23.   | Doku                                                      | Jungeli                                       | Young Bouba, Tendry                                                  | 1:51  |       |       |       |       |       |
| 24.   | À tes côtés (feat. Lenie)                                 | Jungeli, Lenie, Sheyrine                      | Kidd, Heaven Sam, Tidiane Diongue, Don Jordy                         | 2:37  |       |       |       |       |       |
| 25.   | Dans la vie                                               | Jungeli                                       | Abl Génie, Tidiane Diongue, Kidd                                     | 2:24  |       |       |       |       |       |
| 26:47 |                                                           |                                               |                                                                      |       |       |       |       |       |       |

## Clips vidéos
- Petit génie (feat. Abou Debeing, Imen Es, Alonzo & Lossa) : 6 octobre 2023
- T'étais où ? (feat. Vegedream, Zaho & Alonzo) : 2 février 2024
- Briller : 30 août 2024
- L'envers du décor : 21 octobre 2024
- Évidemment (feat. Dadju) : 7 novembre 2024
- Dans la vie : 1er août 2025

## Titres certifiés en France
- Petit génie (feat. Abou Debeing, Imen Es, Alonzo & Lossa)  Platine[8]
- T'étais où ? (feat. Vegedream, Zaho & Alonzo)  Platine[9]
- À tes côtés (feat. Lenie) Or

## Certifications et classements

### Classements
| Classement (2024-2025) | Meilleure position |
| ---------------------- | ------------------ |
| France (SNEP)          | 32                 |

### Certifications
| Région                                                                                                 | Certification           | Ventes/Streams |
| --- | ----------------------- | -------------- |
| France (SNEP)                                                                                          | Disque de certification | –*             |
| *Ventes selon la certification ^Mise en rayon selon la certification xNon précisé par la certification |                         |                |